# Bujac
Bujac (en francès Bugeat) és un municipi francès del departament de la Corresa, a la regió de la Nova Aquitània.

## Demografia
| 1962                                       | 1968  | 1975  | 1982  | 1990  | 1999 | 2007 |
| ------------------------------------------ | ----- | ----- | ----- | ----- | ---- | ---- |
| 931                                        | 1.100 | 1.108 | 1.055 | 1.063 | 996  | 926  |
| Des de 1962: població sense dobles comptes |       |       |       |       |      |      |

## Administració
| Període | Identitat      | Partit |
| ------- | -------------- | ------ |
| 2001-   | Pierre Fournet |        |